# Kiss Me Baby
Pour les articles homonymes, voir Kiss Me Baby (homonymie).
Singles de Stevie Wonder
Happy Street
(1964) High Heel Sneakers
(1965)
Kiss Me Baby est un single de Stevie Wonder sorti en mars 1965 chez Tamla Records, coécrit avec Clarence Paul.

## Contexte
La chanson est enregistrée en 1963. Le single ne sort toutefois que le 26 mars 1965 chez Tamla Records sous la référence T-54114 accompagné en face B du titre Tears in Vain écrit par Clarence Paul.
Elle n'est pas diffusée sur un album studio et n'apparait sur une compilation qu'en 1987 sur Essential Stevie Wonder.
Le single est un échec, n'entrant dans aucun classement, ni aux États-Unis, ni au Royaume-Uni. Toutefois, le single marque l'histoire de la Motown en étant le premier titre distribué en Angleterre sous le label propre 'Tamla Motown'. Historiquement, les singles de la maison de disques américaine étaient diffusés Outre-Manche sous différents labels, tels que Oriole Records (en) ou Fontana. En 1963, EMI acquiert les droits de distribution via son label Stateside Records (en) (sous lequel, concernant Stevie Wonder, étaient notamment sortis Hey Harmonica Man et Castles in the Sand). Ce n'est qu'en 1965 que le contrat a été modifié et, bien que toujours pressés et distribués par EMI, les singles furent diffusés sous le nom 'Tamla Motown'.

### Crédits
- Stevie Wonder : chant
- The Funk Brothers : autres instruments[1]
- Clarence Paul : production[3]

## Format
| Kiss Me Baby - 45 tours - Tamla Records - réf. T 54114 | Kiss Me Baby - 45 tours - Tamla Records - réf. T 54114 | Kiss Me Baby - 45 tours - Tamla Records - réf. T 54114 | Kiss Me Baby - 45 tours - Tamla Records - réf. T 54114 | Kiss Me Baby - 45 tours - Tamla Records - réf. T 54114 | Kiss Me Baby - 45 tours - Tamla Records - réf. T 54114 | Kiss Me Baby - 45 tours - Tamla Records - réf. T 54114 | Kiss Me Baby - 45 tours - Tamla Records - réf. T 54114 | Kiss Me Baby - 45 tours - Tamla Records - réf. T 54114 | Kiss Me Baby - 45 tours - Tamla Records - réf. T 54114 |
| No                                                     | Titre                                                  | Auteur                                                 | Durée                                                  |                                                        |                                                        |                                                        |                                                        |                                                        |                                                        |
| ------------------------------------------------------ | ------------------------------------------------------ | ------------------------------------------------------ | ------------------------------------------------------ | ------------------------------------------------------ | ------------------------------------------------------ | ------------------------------------------------------ | ------------------------------------------------------ | ------------------------------------------------------ | ------------------------------------------------------ |
| 1.                                                     | Kiss Me Baby                                           | Clarence Paul, Stevie Wonder                           | 2:10                                                   |                                                        |                                                        |                                                        |                                                        |                                                        |                                                        |
| 2.                                                     | Tears in Vain                                          | Paul                                                   | 2:17                                                   |                                                        |                                                        |                                                        |                                                        |                                                        |                                                        |
| 4:37                                                   |                                                        |                                                        |                                                        |                                                        |                                                        |                                                        |                                                        |                                                        |                                                        |

## Reprises
- Tears in Vain est interprété par The Supremes sur The Supremes Sing Country, Western and Pop en 1965.